# Hyperolius davenporti
Hyperolius davenporti é uma espécie de anfíbio anuro da família Hyperoliidae. Está presente na Tanzânia. A UICN classificou-a como em perigo crítico.